# Dorota Dziedzic-Chojnacka
Dorota Dziedzic-Chojnacka (ur. 1977 w Elblągu) – polska poetka, pisarka i autorka opowiadań, w tym literatury dziecięcej i kryminałów.

## Życiorys
Z wykształcenia prawnik, absolwentka Wydziału Prawa i Administracji Uniwersytetu Warszawskiego (2001), radca prawny. Laureatka licznych nagród i wyróżnień w konkursach poetyckich oraz prozatorskich (m.in. w konkursie im. J. Śpiewaka 2003, O Laur Opina 2004, Ikarowe Strofy 2004, Bazgroł 2013, Horyzonty Wyobraźni 2013). Debiutowała kilkoma wierszami w antologii młodej płockiej poezji „Kroki po śladach” (1997); debiutancki tom poezji „zwalniam.zwalniam” (Anagram 2004); liczne publikacje w antologiach pokonkursowych (m.in. wiersze w „Iluzja horyzontu” 2004 i „Miłość niejedno ma imię” 2005, opowiadanie w „Miłość niejedno ma imię” 2004, opowiadanie kryminalne w „Kryminalna Piła. Błąd w sztuce” 2013) i czasopismach (m.in. Cogito, Portret, Graffiti, Esensja); tłum. na język czeski (Bohema 5/2004, 5. ročnik Dny poezie w Broumově 2004). Autorka aforyzmów.
W 2014 ukazała się jej powieść pt. „Zbrodnia na boku”.
Autorka prac naukowych i popularyzatorskich z prawa pracy oraz prawa ochrony środowiska.
W 2015 jej opowiadanie Teleturniej zostało nominowane do Nagrody Zajdla.